# Danh sách tập phim Gravity Falls
Đây là danh sách những tập phim của series phim chính thức của Disney, Gravity Falls. Bộ phim kể về cặp sinh đôi 12 tuổi Dipper và Mabel Pines. Cả hai được đi nghỉ hè với ông bác "Grunkle" Stan. Ông sống trong một cái khu du lịch gọi là Lều Bí Ẩn ở thị trấn Gravity Falls, Oregon, nơi những hiện tượng huyền bí xảy ra. Ngày 12 tháng 3 năm 2013, Gravity Falls đã ra mắt mùa thứ hai.
Vào ngày 15 tháng 2 năm 2016, chương trình kết thúc bằng tập phim dài 1 tiếng gồm 2 phần: Weirdmageddon III: Take back the Falls và Weirdmageddon IV: Somewhere in the woods.

## Các mùa của phim
| Mùa               | Số tập | Ngày ra mắt                                    | Ngày kết thúc                                    |
| ----------------- | ------ | ---------------------------------------------- | ------------------------------------------------ |
| 1                 | 20     | 15/6/2012                                      | 2/8/2013                                         |
| 2                 | 21     | 1/8/2014 (Disney Channel) 4/8/2014 (Disney XD) | 19/2/2016 (Disney Channel) 15/2/2016 (Disney XD) |
| Các tập phim ngắn | 17     | 14/10/2013                                     | 2/6/2014                                         |

## Danh sách các tập phim

### Mùa 1 (2012-2013)
| TT. | Tiêu đề                                                        | Đạo diễn                   | Biên kịch                                                                  | Ngày phát sóng gốc  | Người xem tại Mỹ (triệu) |
| --- | -------------------------------------------------------------- | -------------------------- | -------------------------------------------------------------------------- | ------------------- | ------------------------ |
| 1 | ""Tourist Trapped" (Bẫy du khách)"                             | John Aoshima               | Alex Hirsch                                                                | 15 tháng 6 năm 2012 | 3.40                     |
| Khi Dipper và Mabel đến nghỉ hè tại thị trấn Gravity Falls, bang Oregon, người bạn trai mới của Mabel khiến cặp song sinh phải đối mặt với những bí mật kỳ lạ của thị trấn. |                                                                |                            |                                                                            |                     |                          |
| 2 | ""The Legend of Gobblewonker" (Truyền thuyết về Gobblewonker)" | John Aoshima               | Alex Hirsch và Mike Rianda                                                 | 29 tháng 6 năm 2012 | 3.14                     |
| Khi Dipper và Mabel nghe tin đồn rằng có một con quái vật sống dưới đáy hồ cạnh đó, họ nhờ Soos chèo thuyền để tìm hiểu về nó. Sau cùng, con quái vật hóa ra chỉ là một cỗ máy do McGucket chế tạo, giải được bí ẩn, cả bọn vui vẻ ra về mà không hay biết rằng bên cạnh con quái vật máy của McGucket, dưới hồ thực sự có một con quái vật bằng xương bằng thịt đang sống. |                                                                |                            |                                                                            |                     |                          |
| 3 | ""Headhunters" (Kẻ săn đầu người)"                             | John Aoshima               | Alex Hirsch và Aury Wallington                                             | 30 tháng 6 năm 2012 | 2.71                     |
| Khi ai đó đã chặt đầu bức tượng sáp hình bác Stan của Mabel, cô và Dipper đã cố tìm thủ phạm làm việc đó. |                                                                |                            |                                                                            |                     |                          |
| 4 | ""The Hand That Rocks the Mabel"(Bàn tay làm rung động Mabel)" | Joe Pitt và Aaron Springer | Alex Hirsch và Zach Paez                                                   | 6 tháng 7 năm 2012  | 2.95                     |
| Dipper và Mabel phát hiện ra người hàng xóm Gideon của họ là một nhà ngoại cảm. Nhưng khi Gideon thuyết phục Mabel hẹn hò với cậu, Mabel sớm nhận ra rằng sự dễ thương của Gideon chỉ là giả dối. |                                                                |                            |                                                                            |                     |                          |
| 5 | "The Inconveniencing(Sự bất tiện)"                             | Joe Pitt và Aaron Springer | Alex Hirsch và Mike Rianda                                                 | 13 tháng 7 năm 2012 | 3.55                     |
| Để gây ấn tượng với Wendy, Dipper quyết định đến một cửa hàng tiện lợi bị ám cùng nhóm thiếu niên của Wendy. |                                                                |                            |                                                                            |                     |                          |
| 6 | "Dipper vs. Manliness (Dipper và sự nam tính)"                 | Joe Pitt và Aaron Springer | Tim McKeon                                                                 | 20 tháng 7 năm 2012 | 3.14                     |
| Khi Dipper muốn trở nên "nam tính" hơn, cậu ấy đi vào rừng và gặp một nhóm sinh vật kỳ lạ có thể dạy cậu cách trở nên bản lĩnh hơn.Trong khi đó, Mabel cố đưa Stan lại gần Susan lười biếng (Lazy Susan). |                                                                |                            |                                                                            |                     |                          |
| 7 | "Double Dipper (Dipper nhân đôi)"                              | Joe Pitt và Aaron Springer | Cốt truyện : Mitch Larson Kịch bản : Alex Hirsch, Tim McKeon & Mike Rianda | 10 tháng 8 năm 2012 | 4.18                     |
| Trong lúc Stan mở một bữa tiệc tại túp lều bí ẩn, Dipper sử dụng một chiếc máy photocopy để nhân bản chính mình và hẹn hò với Wendy. Mabel thì đang thanh đấu với Pacifica Northwest trong cuộc thi karaoke |                                                                |                            |                                                                            |                     |                          |
| 8 | ""Irrational Treasure" (Kho báu bất hợp lý)"                   | John Aoshima               | Cốt truyện : David Slack Kịch bản : Alex Hirsch & Tim McKeon               | 17 tháng 8 năm 2012 | 3.87                     |
| Khi Dipper và Mabel nhận ra người sáng lập thị trấn Gravity Falls là kẻ lừa đảo, họ cùng nhau khám phá sự thật trong khi cảnh sát ngăn chặn họ khỏi việc tiết lộ bí mật. |                                                                |                            |                                                                            |                     |                          |
| 9 | "The Time Traveler's Pig (Heo vượt thời gian)"                 | Joe Pitt và Aaron Springer | Alex Hirsch và Aury Wallington                                             | 24 tháng 8 năm 2012 | 4.14                     |
| Dipper cướp được một chiếc cỗ máy thời gian và sử dụng nó để sửa lỗi của mình để giành được Wendy, trong khi Mabel đi cùng với Dipper để thắng con lợn Waddles của cô ấy. |                                                                |                            |                                                                            |                     |                          |
| 10 | "Fight Fighters (Tranh đấu)"                                   | John Aoshima               | Alex Hirsch và Zack Paez                                                   | 14 tháng 9 năm 2012 | 2.94                     |
| Dipper đưa một nhân vật trong trò chơi Rumble McSkirmish ra ngoài đời trong khi Mabel cố chữa bệnh sợ độ cao của Stan |                                                                |                            |                                                                            |                     |                          |
| 11 | "Little Dipper (Dipper nhỏ bé)"                                | Joe Pitt và Aaron Springer | Alex Hirsch, Tim McKeon và Zach Paez                                       | 28 tháng 9 năm 2012 | 2.60                     |
| Dipper tìm kiếm một tinh thể để làm tăng chiều cao, nhưng khi Gideon tìm được nó, hắn dùng nó để thu nhỏ cặp song sinh và cố chiếm đoạt túp lều bí ẩn bằng cách dùng nó lên Stan |                                                                |                            |                                                                            |                     |                          |
| 12 | "Summerween"                                                   | John Aoshima               | Alex Hirsch, Zach Paez và Mike Rianda                                      | 5 tháng 10 năm 2012 | 3.48                     |
| Summerween là lễ Halloween ở thị trấn Gravity Falls trong mùa hè. Dipper và Mabel háo hức tham gia, nhưng khi Wendy bảo rằng lễ hội đó dành cho trẻ con, Dipper từ chối tham gia trò cho kẹo hay bị ghẹo cùng với Mabel. Nhưng một con quái vật xuất hiện trước cửa và bắt họ lấy đủ số kẹo về đêm, nếu không sẽ bị ăn thịt. |                                                                |                            |                                                                            |                     |                          |
| 13 | "Boss Mabel (Sếp Mabel)"                                       | John Aoshima               | Cốt truyện : Tommy Reahard Kịch bản : Alex Hirsch và Tim McKeon            | 15 tháng 2 năm 2013 | 3.45                     |
| Mabel thử làm sếp tại túp lều bí ẩn trong khi Stan thử vận may của mình trong một trò chơi truyền hình |                                                                |                            |                                                                            |                     |                          |
| 14 | "Bottomless pit (hố không đáy)"                                | Joe Pitt & Aaron Springer  | Alex Hirsch & Mike Rianda                                                  | 1 tháng 3 năm 2013  | 3.10                     |
| Khi Dipper, Mabel, Stan và Soos rơi xuống một chiếc hố không đáy, họ kể chuyện để giết thời gian |                                                                |                            |                                                                            |                     |                          |
| 15 | "The Deep End (Bể sâu thâm trầm)"                              | Joe Pitt và Aaron Springer | Nancy Cohen                                                                | 15 tháng 3 năm 2013 | 4.50                     |
| Mabel kết bạn với chàng tiên cá bị mắc kẹt ở bể bơi công cộng và quyết định cho anh ấy trở về đại duơng với gia đình của anh ấy. Trong lúc đó, Dipper tình nguyện làm cứu hộ để dành thời gian với Wendy |                                                                |                            |                                                                            |                     |                          |
| 16 | "Carpet Diem (thảm điện)"                                      | Joe Pitt                   | Alex Hirsch, Tim McKeon và Zach Paez                                       | 5 tháng 4 năm 2013  | 3.36                     |
| Dipper và Mabel phát hiện một căn phòng bí ẩn trong nhà. Cặp song sinh cạnh tranh để giành được căn phòng Căn phòng đó ó một chiếc thảm có thể hoán đổi thân thể của hai người |                                                                |                            |                                                                            |                     |                          |
| 17 | "Boyz Crazy (nhóm nhạc thần tượng)"                            | John Aoshima               | Matt Chapman và Alex Hirsch                                                | 19 tháng 4 năm 2013 | 3.16                     |
| Khi Mabel phát hiện rằng nhóm nhạc nam mình thích là những bản sao bị giam giữ, Mabel quyết định thả họ tự do, nhưng chỉ giữ nhóm nhạc cho bản thân. Trong khi đó, Dipper nghi ngờ Robbie đang cố tẩy não Wendy dùng tin nhắn bí ẩn trong một bài hát của anh ấy. |                                                                |                            |                                                                            |                     |                          |
| 18 | "Land Before Swine (chú heo của Mabel)"                        | John Aoshima               | Alex Hirsch và Tim McKeon                                                  | 28 tháng 6 năm 2013 | 3.50                     |
| Một con thằn lằn bay lấy Waddles khi Stan để nó ở ngoài túp lều. Dipper, Mabel, Stan, Soos và ông già McGucket theo đuổi con khủng long để giành lại Waddles |                                                                |                            |                                                                            |                     |                          |
| 19 | "Dreamscapers (Đột nhập giấc mơ)"                              | John Aoshima và Joe Pitt   | Matt Chapman, Tim McKeon và Alex Hirsch                                    | 12 tháng 7 năm 2012 | 2.70                     |
| Cặp song sinh và Soos vào trí nhớ của bác Stan để đánh bại con ác quỷ tên Bill Cipher, người được Gideon triệu hồi để đánh cắp mật mã trong két của Stan nhằm chiếm lấy túp lều bí ẩn. |                                                                |                            |                                                                            |                     |                          |
| 20 | "Gideon Rises (Gideon trỗi dậy)"                               | John Aoshima và Joe Pitt   | Matt Chapman, Alex Hirsch và Mike Rianda                                   | 5 tháng 10 năm 2012 | 3.18                     |
| Sau khi Gideon chiếm lấy túp lều bí ẩn, Dipper, Mabel, và Stan chuyển sang nhà của Soos để sống tạm thời. Nghĩ rằng mình không đủ khả năng để chăm sóc cặp song sinh, Stan gửi Dipper và Mabel về nhà. Trên quãng đường về, một con robot điều khiển bởi Gideon đuổi theo cặp song sinh vì nghĩ rằng Dipper vẫn giữ quyển nhật ký số 1. Cặp song sinh đánh bại Gideon và giành lại ngôi nhà của họ. Trong lúc đó, Stan phát hiện Gideon là kẻ lừa đảo bằng cách chỉ ra thiết bị ghi hình trong chiếc khuy của hắn, từ đó khiến Gideon phải ngồi tù. Ở cuối tập, Stan lấy 3 cuốn nhật ký và kích hoạt một cánh cổng ở dưới nhà của ông. |                                                                |                            |                                                                            |                     |                          |